# ÖcsiKém
Az ÖcsiKém (eredeti cím: Agent Cody Banks) 2003-as amerikai kémvígjáték Harald Zwart rendezésében. A főszerepeket Frankie Muniz, Hilary Duff, Angie Harmon, Keith David, Cynthia Stevenson, Daniel Roebuck, Darrell Hammond, Ian McShane és Arnold Vosloo alakítják. A filmet British Columbiában forgatták, és 2003. március 14-én mutatták be az Egyesült Államokban.
A film folytatása a következő évben jelent meg. A film vezető producerei között van Madonna (akinek akkori produkciós cége, a Maverick Films vásárolta meg a forgatókönyvet) és Jason Alexander (eredetileg ő volt a rendező, mielőtt Vic Armstrong váltotta volna fel, akit végül Zwart váltott).

## Rövid történet
Cody Banks ügynöknek be kell épülnie a CIA soraiba, és barátságot kell kötnie Natalie-val, hogy tudós apja közelébe férkőzzön. Apja azonban egy gyilkos nanobotokat gyártó szervezetnek dolgozik.

## Szereplők
| Szerep                      | Színész           | Magyar hang (1.)   | Magyar hang (2.) |
| --------------------------- | ----------------- | ------------------ | ---------------- |
| Cody Banks                  | Frankie Muniz     | Baráth István      | Szalay Csongor   |
| Natalie Connors             | Hilary Duff       | Bogdányi Titanilla |                  |
| Ronica Miles                | Angie Harmon      | Kéri Kitty         |                  |
| CIA-igazgató                | Keith David       | Faragó András      |                  |
| Mrs. Banks                  | Cynthia Stevenson |                    | Udvarias Anna    |
| Mr. Banks                   | Daniel Roebuck    | Megyeri János      |                  |
| Alex Banks                  | Connor Widdows    | Morvay Gábor       |                  |
| Francois Molay              | Arnold Vosloo     | Bordás János       |                  |
| Dr. Brinkman                | Ian McShane       | Kertész Péter      |                  |
| Dr. Connors                 | Martin Donovan    | Vincze Gábor Péter |                  |
| Earl                        | Darrell Hammond   | Kapácsy Miklós     |                  |
| Kettős ügynök               | Harry Van Gorkum  |                    |                  |
| Ügynök a megfigyelőkocsiban | Marc Shelton      |                    |                  |
| Ügynök a megfigyelőkocsiban | Chris Gauthier    |                    |                  |
| Kisgyerekes anyuka          | Eliza Norbury     |                    |                  |
| Rosychuk                    | Peter New         | Bodrogi Attila     |                  |
| Mr. Yip                     | Chang Tseng       | Vizy György        |                  |

## Gyártás
A filmben való részvételéért Frankie Muniz 2 millió dollárt kapott, a legtöbbet, amit akkoriban gyerekszínésznek fizettek Macaulay Culkin óta. Az ÖcsiKém az MGM szélesebb körű stratégiájának részeként készült, amelynek célja, hogy kevésbé drága filmeket készítsen, amelyek a fiatalabb és kevésbé népszerű közönséget is meg tudják szólítani. Muniz és Angie Harmon a legtöbb kaszkadőrmutatványt maga készítette a filmhez.

## Médiakiadás
Az ÖcsiKém 2003. augusztus 5-én jelent meg VHS-en és DVD-n, Blu-ray-en pedig 2016. május 24-én.

## Folytatás
Muniz ismét eljátszotta címszerepét a folytatásban, amely 2004. március 12-én jelent meg. Duff és Angie Harmon helyére Anthony Anderson és Hannah Spearritt került.